# Ciskei
Ciskei („diesseits des Kei“), offiziell englisch Republic of Ciskei bzw.  isiXhosa iRiphabliki ye Ciskei, war ein Gebiet mit Eingeborenenreservaten und ein späteres Homeland für die Xhosa im Südosten von Südafrika. Das 7760 km² große Homeland wurde 1961 im Rahmen der Apartheid-Politik der „Bantustanisierung“ neben der Transkei als Heimat der Xhosa sprechenden Einwohner des Landes etabliert. Ab den 1970er-Jahren begann die südafrikanische Regierung mit der Umsiedlung eines Teils der xhosasprachigen Bevölkerung dorthin.

## Geographie

Karte der Ciskei

Da die vorläufigen Verwaltungssitze Mdantsane mit 112.000 Einwohnern (1977) und Zwelitsha ungeeignet erschienen, wurde mit dem Bau der neuen Hauptstadt Bisho (Bicho) begonnen. Zwischenzeitlich war Alice die Hauptstadt. Die Fläche von Ciskei differierte zwischen 7700 (1975) und 8300 km². Der Staatshaushalt, der zu 50 % von Südafrika getragen wurde, betrug 1981 rund 82,146 Millionen Rand.
Das Gebiet von Ciskei erstreckte sich von der Höhenstufe des Stormberg-Massivs über die Ebenen bei Alice und King William’s Town bis an die Küste bei East London. Im Westen wurde das Land vom Great Fish River sowie Kat River begrenzt.

## Geschichte

### Rätesystem der Kolonialepoche
Auf dem Gebiet von Ciskei wurde 1894 in der Kapkolonie erstmals ein lokales Rätesystem (local council) für die Bevölkerung eingerichtet. Dieses local council-System im damaligen Glen Grey District sah die Wahl von Vertretern in Siedlungsgebieten unter der schwarzen und weißen Bevölkerung vor, war aber nicht flächendeckend existent. Mit dem Native Affairs Act (No. 23 / 1920) bildeten sich ab 1920 weitere Lokalräte.

### Ciskeian General Council
Im Jahre 1934 führte man Vertreter aus den lokalen Räten zu dem Ciskeian General Council (deutsch etwa: Ciskei Generalvertretung) zusammen, zu dessen Errichtung man auf das wenige Jahre zuvor geschaffene Vorbild des United Transkeian Territories General Council zurückgriff. Dieser von weißen Regierungskommissaren geführte Repräsentantenrat hatte seinen Sitz in King William’s Town. Er setzte sich aus jeweils weißen und schwarzen Vertretern von neun Regionalbereichen zusammen.
In den 1930er Jahren hatten sich die Lebensumstände in den Reservatsgebieten von Ciskei verschlechtert. Bereits die vorherrschende Bodenqualität bot keine günstigen Bedingungen für gute landwirtschaftliche Ergebnisse. Überbevölkerung und eine mangelhafte Farmwirtschaft spitzten die sich daraus ergebenden Verhältnisse zu und förderten weitflächige Bodenerosionserscheinungen (Donga-Erosion) mit zum Teil wüstenartigen Endstadien. Das betraf in besonderer Weise die Gebiete bei Middledrift, Keiskammahoek und im Territorium von Glen Grey. Zur Besserung der Verhältnisse hatte das damalige Ministerium für Eingeborenenangelegenheiten dort 1930 die Fort Cox Agricultural School zur landwirtschaftlichen Ausbildung der schwarzen Landbevölkerung errichtet. Sie erlangte in der Mitte des 20. Jahrhunderts eine beispielgebende Rolle. Im Jahre 1941 wurden hier 400 Absolventen der zweijährigen Ausbildung gezählt. Trotzdem spitzten sich die Lebensverhältnisse in den Reservatsgebieten weiter zu. Diese Situation veranlasste den Ciskeian General Council (auch Ciskeian Bunga) im Januar 1945 von seinem Sitz in King William’s Town aus, eine Memorandum an das Ministerium für Eingeborenenangelegenheiten zu richten. Darin forderten die offiziellen Reservatsvertreter eine grundlegende Veränderung der Lebensbedingungen für die eingeborene Bevölkerung. Die Regierung reagierte darauf mit einer veränderten Landverteilung in den überbevölkerten Arealen zu Ungunsten des Native Trust.
In einer Sitzung vom Oktober 1955 forderte der Ciskeian General Council die Regierung auf, den Bantu Authorities Act (Act No. 68 / 1951) in der Ciskei anzuwenden. In dessen Folge löste die Regierung Südafrikas den Generalrat zum 1. Januar 1956 mit der Proclamation No. 279/1955 auf. Im Verlauf dieses Prozesses kamen drei künftige Verwaltungsebenen für die Ciskei zur Erörterung, wonach die Ebenen für Tribal- und Regionalbehörden sowie eine übergeordnete Territorialverwaltung angedacht waren.

### Territorialbehörde
Mit der Proclamation No. R 496 im Jahr 1961 wurde für die Ciskei eine Territorial Authority (Territorialbehörde) installiert, die aus 22 Mitgliedern bestand. In der Ebene darunter befanden sich 38 Tribal Authorities (Stammesbehörden) und drei ähnlich gestellte Community Authorities (Gemeinschaftsbehörden).

### Selbstverwaltungsstatus
1971 entstand eine Legislative Assembly (Gesetzgebende Versammlung) mit Sitz in Zwelitsha und 1972 erhielt Ciskei durch eine am 28. Juli 1972 in der Government Gazette veröffentlichte Verordnung (Ciskei Constitution Proclamation, No. 187/1972) ihre Selbstverwaltungsstatus innerhalb der Republik Südafrika. Das Ciskeigebiet bestand nun aus den von der schwarzen Bevölkerung bewohnten Teilen der Distrikte Mdantsane, Zwelitsha, Hewu, Victoria East, Herschel, Keiskammahoek, Peddie, Middledrift, Glen Grey und dem Gebiet der Zibula Tribal Authority im Distrikt Stutterheim.
Im Jahr 1973 (19.–23. Februar) wurden erstmals Wahlen abgehalten. In diesem Zusammenhang gelangte Lennox Sebe in die Funktion des Regierungschefs dieses nun autonomen Gebietes.
Durch die Proclamation R154 vom 16. August 1974 (Inkrafttreten am 1. September) wurden mehrere Ortschaften, überwiegend im Besitz weißer Eigentümer, dem Gebiet der Ciskei zugeschlagen. Es handelte sich dabei um Frankfort, Keiskammahoek, Lady Frere, Peddie und einen Teil von Braunschweig. Vier weitere Siedlungen wurden nach Maßgabe der Government Notice R1336 vom 2. August 1974 von einer Kommission untersucht, ob sie durch die schwarze Bevölkerung besiedelt werden können und in ihnen Grundbesitz durch diese erworben werden darf. Das waren Bell/Bodiam, Hamburg, Middledrift und Whittlesea.
Bei den zweiten Wahlen 1978 (18.–22. Juni) zur Gesetzgebenden Versammlung, zu denen alle inner- und außerhalb wohnenden Ciskei-Xhosa wahlberechtigt und Parteien zugelassen waren, gewann die Ciskei National Independence Party (CNIP) des Regierungschefs Sebe alle 50 zur Wahl stehenden Sitze.
Eine 1979 eingesetzte Kommission wandte sich vor allem aus wirtschaftlichen Gründen gegen die Abtrennung von Südafrika.

### Bantustaat
In einem Referendum über die geplante Unabhängigkeit im Dezember 1980 sprachen sich 98,7 % der Wähler für die Unabhängigkeit von Südafrika aus. Die Stimmbeteiligung lag bei 59,5 %.
Am 4. Dezember 1981 wurde Ciskei, wie zuvor Transkei 1976, Bophuthatswana 1977 und Venda dann in die formelle Unabhängigkeit von Südafrika entlassen. Alle Bewohner von Ciskei verloren dadurch die südafrikanische Staatsangehörigkeit. International wurde die Unabhängigkeit der vier Homelands jedoch nicht anerkannt. Der Sicherheitsrat der Vereinten Nationen verurteilte am 15. Dezember 1981 die behauptete Unabhängigkeit von Ciskei und erklärte sie für nichtig. Als nationale Gedenkstätte der Ciskei wurde 1981 das Monument Ntaba KaNdoda am Fuße der Amathole-Berge eingeweiht. 1990 kam Brigadegeneral Oupa Gqozo durch einen Staatsstreich an die Macht.
1992 forderte der südafrikanische African National Congress (ANC) die Wiedereingliederung der Ciskei nach Südafrika und die Absetzung des autoritär regierenden Präsidenten Oupa Gqozo. Am 7. September 1992 kam es bei einer ANC-Demonstration zum Massaker von Bisho, als Soldaten der Ciskei Defence Force auf Demonstranten schossen. 29 Menschen wurden dabei getötet.

### Wiedereingliederung
Am 27. April 1994 kam die Ciskei zusammen mit den neun anderen Homelands wieder in den Staat Südafrika zurück. Das Territorium gehört seither zur Provinz Eastern Cape.

## Demographie

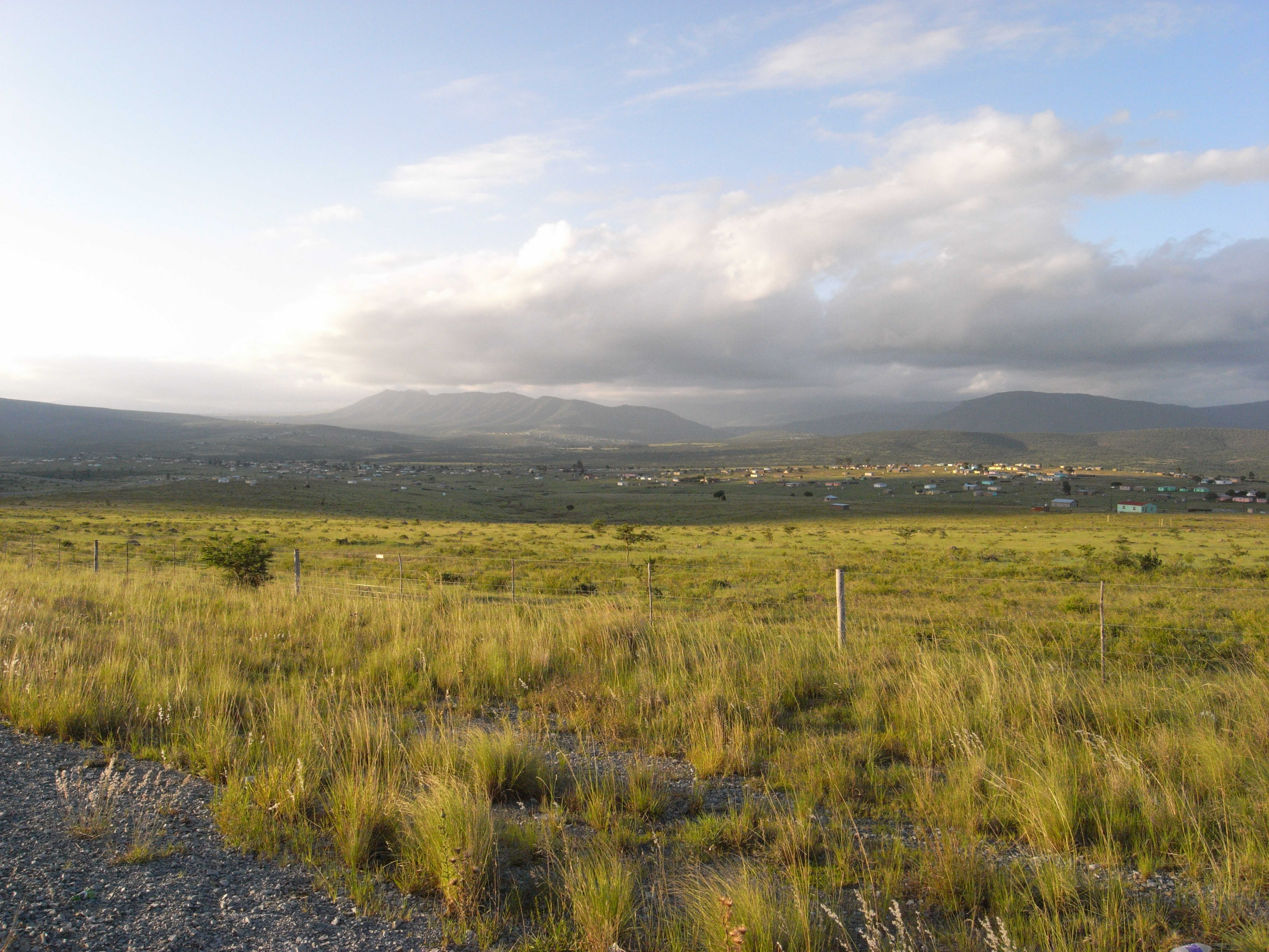
Siedlung in der ehemaligen Ciskei bei Middledrift

1980 fand eine Volkszählung statt. Ciskei hatte demnach 1.072.353 Einwohner (davon 442.000 außerhalb des Gebietes tätig). Gezählt wurden nur Xhosa, nicht die kleine weiße Minderheit und Coloureds. Das Verhältnis zwischen ansässiger Bevölkerung und Wanderarbeiter außerhalb Ciskei schwankte ständig.
Im Jahr 1991 belief sich die Bevölkerungszahl auf 847.000 Personen (alle Gruppen). Zuletzt lebten von über 6.000.000 Xhosa etwa 839.000 in Ciskei.